# Black Dress
Black Dress (с англ. — «Чёрная одежда») — седьмой мини-альбом (девятый в целом) южнокорейской гёрл-группы CLC. Он был выпущен 22 февраля 2018 года компанией Cube Entertainment при поддержки LOEN Entertainment. Он состоит из пяти песен, в том числе ранее выпущенной сингла «To the Sky» и заглавного сингла «Black Dress».
Альбом достиг пика на 7 строчке в чарте мировых альбомов США и на 12 строчке в альбомном чарте Gaon.

## Предпосылки и релиз
6 февраля 2018 года было объявлено что группа выпустит свой седьмой мини-альбом - Black Dress, 22 февраля. Через два дня был выпущен график возвращения, начиная с 12 февраля группа выпустит фото-тизеры и видео, перед онлайн-релизом 22 февраля и физическим релизом на следующий день. 12 февраля агентство заявило, что их предстоящий альбом «продемонстрирует свое очарование и зрелость, сосредоточившись на шикарном и харизматичном исполнении с хип-хопом, EDM и танцевальной композицией».
14 февраля был открыт предзаказ на альбом через онлайн и оффлайн на музыкальных сайтов, в котором говорилось, что альбом будет содержать буклет из 146 страниц, открытку, фотокарточку и плакат группы. Также было выявлено, что для тех, кто покупает альбом на 20SPACE, будет доступен набор открыток и наклеек. 18 февраля был выпущен полный список треков, раскрывающий заглавный трек «Black Dress». 19 февраля на официальном канале группы YouTube был выпущен фрагмент аудио для каждой песни.
Альбом был выпущен 22 февраля 2018 года, через несколько музыкальных порталов, включая MelOn в Южной Корее и iTunes для мирового рынка.

## Промоушен

### Синглы
«To the Sky» был выпущен в качестве цифрового пред-релиза 1 февраля 2018 года. 9 февраля было выпущено видео хореографической практики для песни.
«Black Dress» был выпущен в качестве заглавного трека вместе с  альбомом 22 февраля, наряду с его музыкальным видео. Песня выражает ум женщины, которая соблазняет мужчину с помощью предмета моды под названием Черное платье. Это песня с тяжелым ритмом и захватывающим звуком. Режиссёром клипа стал Ким Чжи Хун. 20 февраля, первый тизер видеоклипа был выпущен через официальный канал группы на YouTube и их канал дистрибьютора, 1theK.

### Живой перформанс
Продвижение началось 22 февраля на M Countdown, где они  исполнили заглавную песню «Black Dress».

## Коммерческий успех
Black Dress дебютировал на 11 строчке в чарте мировых альбомов Billboard, на неделе, закончившейся 3 марта 2018 года. Он также дебютировал на 12 строчке в альбомном чарте Gaon, в выпуске от 18-24 февраля 2018 года.
Альбом разместился на 35 строчке в феврале 2018 года, с 4,671 проданными физическими копиями.

## Трек-лист
| №                   | Название                         | Текст песни                                | Музыка                         | Arrangement                    | Длительность |
| ------------------- | -------------------------------- | ------------------------------------------ | ------------------------------ | ------------------------------ | ------------ |
| 1.                  | «Black Dress»                    | Cho Sung-ho Ferdy Kang Dong-Ha Jang Ye-eun | Cho Sung-ho Ferdy Kang Dong-Ha | Cho Sung-ho Ferdy Kang Dong-Ha | 3:13         |
| 2.                  | «Like That»                      | Jaeri Potter Jang Ye-eun Kwon Eun-bin      | NOPARI MonoTree Jaelipoteo     | MonoTree NOPARI                | 2:59         |
| 3.                  | «Distance» (선; seon)            | Seo Jae-woo Cho Sung-ho Jang Ye-eun        | Seo Jae-woo Cho Sung-ho        | Seo Jae-woo Cho Sung-ho        | 3:07         |
| 4.                  | «To the Sky»                     | Cho Sung-ho Ferdy Jang Ye-eun              | Cho Sung-ho Ferdy              | Cho Sung-ho Ferdy              | 3:05         |
| 5.                  | «7th» (일곱번째; ilgob beonjjae) | Cho Sung-ho Kang Dong-Ha Jang Ye-eun       | Cho Sung-ho Kang Dong-Ha       | Cho Sung-ho Kang Dong-Ha       | 4:11         |
| Общая длительность: | Общая длительность:              | Общая длительность:                        | Общая длительность:            | Общая длительность:            | 16:38        |

## Чарты
| Чарты (2018)                 | Позиции в чартах |
| ---------------------------- | ---------------- |
| Республика Корея (Gaon)      | 12               |
| США World Albums (Billboard) | 7                |